# Eugène Eschassériaux
René-François-Eugène baron Eschassériaux (Thénac, 25 juli 1823 - Parijs, 31 augustus 1906) was een Frans politicus ten tijde van het Tweede Franse Keizerrijk en de Derde Franse Republiek.

## Biografie
Eugène Eschassériaux werd in 1848 departementsraadslid in Charente-Inférieure. In 1850 werd hij voorzitter van deze raad en werd hij burgemeester van zijn geboorteplaats Thénac. In 1852 werd hij bij de parlementsverkiezingen verkozen tot volksvertegenwoordiger in het Wetgevend Lichaam, waar hij 18 jaar lang zou zetelen, tot de afkondiging van de Derde Franse Republiek op 4 september 1870. Tijdens de Derde Franse Republiek zetelde hij tussen 1871 en 1893 weerom in het parlement, als lid van de bonapartistische fractie Appel au peuple.
In 1869 was hij een van de ondertekenaars van de Interpellatie van de 116 volksvertegenwoordigers.
In zijn tijd was Eugène Eschassériaux een van de meest invloedrijke politici in de streek van de Saintonge. Hij was een bonapartist en was antiklerikaal. Hij was de zoon van baron Joseph Eschassériaux en de vader van René-Pierre Eschassériaux.